# Đào Văn Nam
Đào Văn Nam (sinh ngày 10 tháng 5 năm 1996) là một cầu thủ bóng đá người Việt Nam thi đấu ở vị trí hậu vệ cho Hà Nội. Anh được đánh giá là cầu thủ đa năng khi có thể chơi nhiều vị trí khác nhau như trung vệ, hậu vệ cánh và tiền vệ trung tâm.
Đào Văn Nam trưởng thành từ lò đào tạo trẻ Ninh Bình và có quãng thời gian thi đấu cho đội trẻ Hà Nội trước khi khoác áo Hồng Lĩnh Hà Tĩnh. Năm 2023, anh trở lại thi đấu cho câu lạc bộ Hà Nội với bản hợp đồng kéo dài 3 mùa giải.

## Danh hiệu

### Câu lạc bộ
Hà Nội FC
- V.League 1:
  -  Hạng 3 (1): 2023–24